# Nora Gal

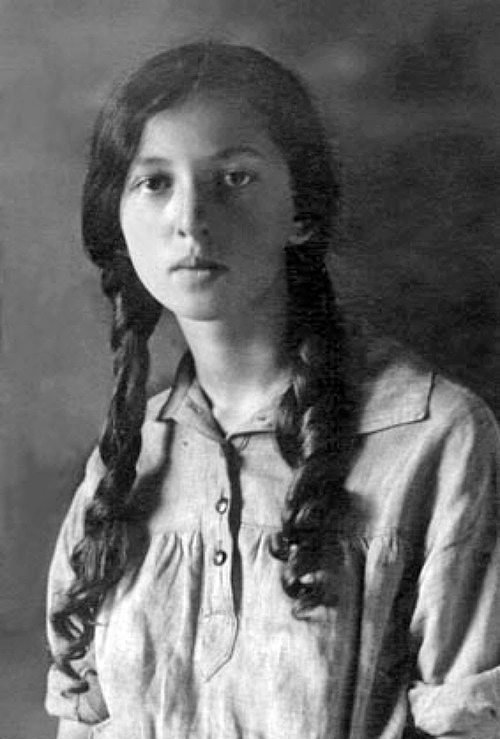
Nora Gal (1927)

Eleonora Yakovlevna Galperina (en ruso: Элеонора Яковлевна Гальперина; Odessa, 27 de abril de 1912-23 de julio de 1991), más conocida como Nora Gal (en ruso, Нора Галь), fue una traductora, crítica literaria, y teórica en traducción soviética.

## Biografía
Su padre era doctor. Durante su niñez, se mudó a Moscú con su familia. Después de varios intentos fallidos, fue admitida en el Instituto Pedagógico Lenin, donde se graduó. Posteriormente completó sus estudios de posgrado con una tesis sobre el poeta francés Arthur Rimbaud y publicó artículos sobre literatura clásica y extranjera contemporánea (Guy de Maupassant, Byron, Alfred de Musset). Se casó con el crítico literario Boris Kuzmin para quien trabajaría como editora de sus obras.
Cuando todavía era una colegiala, publicó algunos poemas, pero durante sus años como estudiantes cambió a prosa. A finales de 1930, había escrito muchos artículos sobre literatura extranjera contemporánea. Empezó su carrera profesional como traductora durante la Segunda Guerra Mundial, y después de la guerra se dedicó a traducir autores como Jules Renard, Alejandro Dumas, Padre y H. G. Wells.
En 1950, tradujo al ruso El principito de Antoine de Saint-Exupéry, novelas de J. D. Salinger y Matar un ruiseñor por Harper Lee. Llegó a convertirse en una muy respetada y reconocida. Durante el último periodo de su actividad, abordó obras de arte como El extranjero por Albert Camus y Muerte de un héroe por Richard Aldington, así como libros de Thomas Wolfe, Katherine Anne Porter, y de un número de autores de ciencia ficción, incluyendo Isaac Asimov y Arthur C. Clarke, Roger Zelazny y Ursula K. Le Guin.
En 1972 escribió Palabras viviendo y Palabras muertas (Слово живое и мёртвое), un manual sobre la voz que contiene numerosos buenos y malos ejemplos de traducción. En su obra desafía convenciones y defiende el rico uso de palabra y la estructura de frase por encima de la pasiva, y el tono oficial, simplicidad y fluidez por encima del aceptado, pesado y frío estilo técnico; si tiene más sentido pero suena rústico, pues que así sea. Su obra fue posteriormente revisada y reimpresa cuatro veces hasta 1987. Recientemente ha sido reimpresa dos veces más, en 2001 y 2004.
En julio de 1995 la Unión Astronómica Internacional decidió honrarla, nombrando uno de los asteroides en el cinturón de Asteroide Noragal en su honor.
Desde 2012 se otorga anualmente el Premio Nora Gal a la mejor traducción de un cuento de inglés a ruso.